# Tormenta tropical Danny (2021)
La tormenta tropical Danny fue un ciclón tropical débil y de corta duración que causó daños menores a los estados de Carolina del Sur y Georgia en Estados Unidos. La cuarta depresión y tormenta nombrada de la temporada de huracanes del Atlántico de 2021, el sistema se formó a partir de un área de baja presión, al este de Florida. Aunque se movía sobre la Corriente del Golfo, la intensificación de la tormenta se vio obstaculizada por los fuertes vientos en los niveles superiores. A las 15:00 UTC del 28 de junio, cuando las imágenes de satélite mostraban un centro bien definido y tormentas eléctricas, el Centro Nacional de Huracanes (NHC) actualizó el sistema a una depresión tropical cerca de la costa de Carolina del Sur mientras se movía hacia el oeste-noroeste. Cuatro horas más tarde, el sistema se fortaleció aún más a la tormenta tropical Danny, al este-sureste de Charleston. Un sistema cortado en imágenes de satélite, Danny continuó su camino hacia Carolina del Sur mientras se fortalecía lentamente, alcanzando posteriormente su intensidad máxima ese día de 75 km/h (45 mph) y una presión barométrica de 1009 mbar. Luego, el sistema tocó tierra sobre la Isla Pritchards, al norte de Hilton Head, como una tormenta tropical mínima al día siguiente, lo que indicó que Danny se debilitó antes de trasladarse tierra adentro. El sistema luego se debilitó a una depresión tropical mientras se dirigía hacia el centro-este de Georgia.
Danny fue el primer sistema que tocó tierra en el estado estadounidense de Carolina del Sur en el mes de junio desde un huracán sin nombre en 1867. Se registraron grandes cantidades de lluvia en algunas partes de Georgia y Carolina del Sur, lo que provocó inundaciones menores. Los efectos también se limitaron a algunos árboles caídos y rayos. Se requirieron diez rescates en dos playas diferentes de Carolina del Norte debido a las corrientes de resaca.

## Historia meteorológica

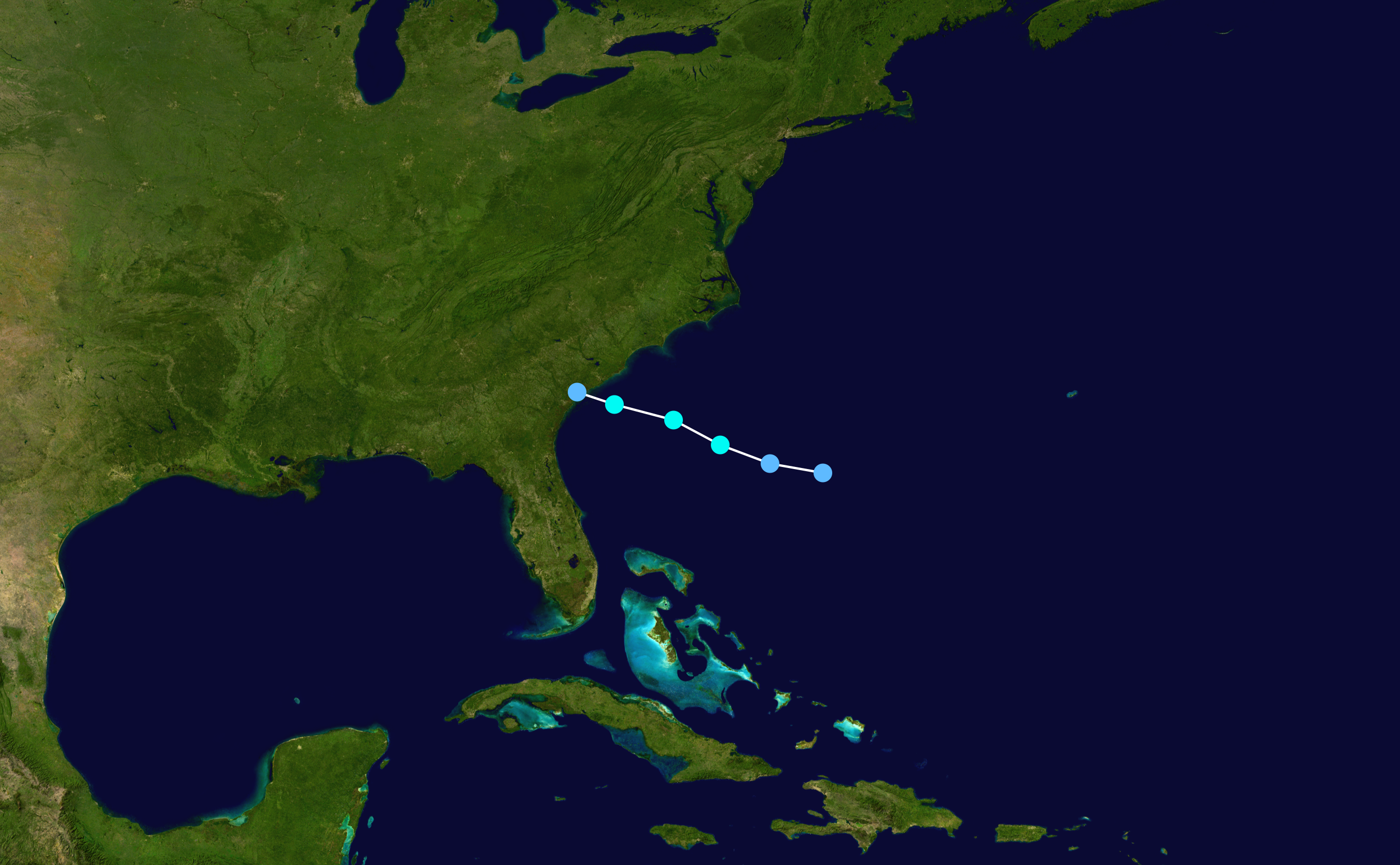
Mapa que traza la trayectoria y la intensidad de la tormenta, de acuerdo con la escala de huracanes de Saffir-Simpson

Un área de clima alterado se rompió de un frente frío que se disipaba sobre el Atlántico central, bien al este de las Bermudas, el 22 de junio. Al día siguiente, esta área se convirtió en una vaguada en la superficie a medida que se desplazaba hacia el suroeste antes de acelerar hacia el oeste bajo la influencia de un sistema de alta presión al norte. Durante los días siguientes, se formó una convección desorganizada sobre el canal a medida que se movía rápidamente hacia el oeste-noroeste y el 26 de junio, el Centro Nacional de Huracanes (NHC) comenzó a monitorear la perturbación para el desarrollo a medida que pasaba varios cientos de millas al sur de las Bermudas. Aproximadamente 24 horas después, las observaciones de los barcos, las boyas y las imágenes de satélite revelaron que una pequeña área de baja presión se desarrolló a unas 500 millas (800 km) al este-sureste de la frontera entre Georgia y Carolina del Sur, en un área de presiones superficiales decrecientes, aunque tormentas eléctricas desorganizadas permaneció desplazada al noroeste del centro debido a los fuertes vientos en los niveles superiores producidos por una baja cercana en los niveles superiores. Además, la actividad convectiva del sistema también se organizó mejor. Más tarde, cuando se acercó a Carolina del Sur y cruzó las cálidas aguas de la Corriente del Golfo, la circulación del sistema se volvió bien definida y, como resultado, el NHC actualizó el sistema a una depresión tropical a las 15:00 UTC del 28 de junio, cerca de la costa de ese estado.
La depresión luego giró hacia el oeste-noroeste y cuando un avión de reconocimiento confirmó los vientos huracanados, incluido el equipo de radar en Charleston, el sistema se actualizó aún más a la tormenta tropical Danny a las 19:00 UTC de ese día, convirtiéndola en la cuarta tormenta nombrada de la temporada de huracanes en el Atlántico de 2021. Posteriormente, la convección de la tormenta explotó mientras continuaba su trayectoria hacia el oeste-noroeste; sin embargo, la intensificación de Danny fue algo inhibida por la interacción terrestre de Carolina del Sur. En ese momento, alcanzó su intensidad máxima con vientos máximos sostenidos de 75 km/h (45 mph) y una presión barométrica mínima de 1009 mbar. Manteniendo constantemente su movimiento, Danny tocó tierra en Pritchards Island, Carolina del Sur, al norte de Hilton Head como una tormenta tropical mínima a las 23:30 UTC, con vientos de 65 km/h (40 mph), lo que indicó que la tormenta se debilitó un poco antes de moverse hacia el interior. Al entrar en la parte centro-este de Georgia, el sistema se debilitó hasta convertirse en una depresión tropical, como lo demostraron los datos del radar Doppler y las observaciones de superficie. Mientras estaba situado sobre el condado de Washington en el estado, Danny degeneró en un remanente bajotemprano el 29 de junio, antes de posteriormente disiparse a las 09:00 UTC de ese día, ya que su centro de circulación de bajo nivel se volvió mal definido.

## Preparaciones e impacto

Danny se intensifica antes de tocar tierra en Carolina del Sur.

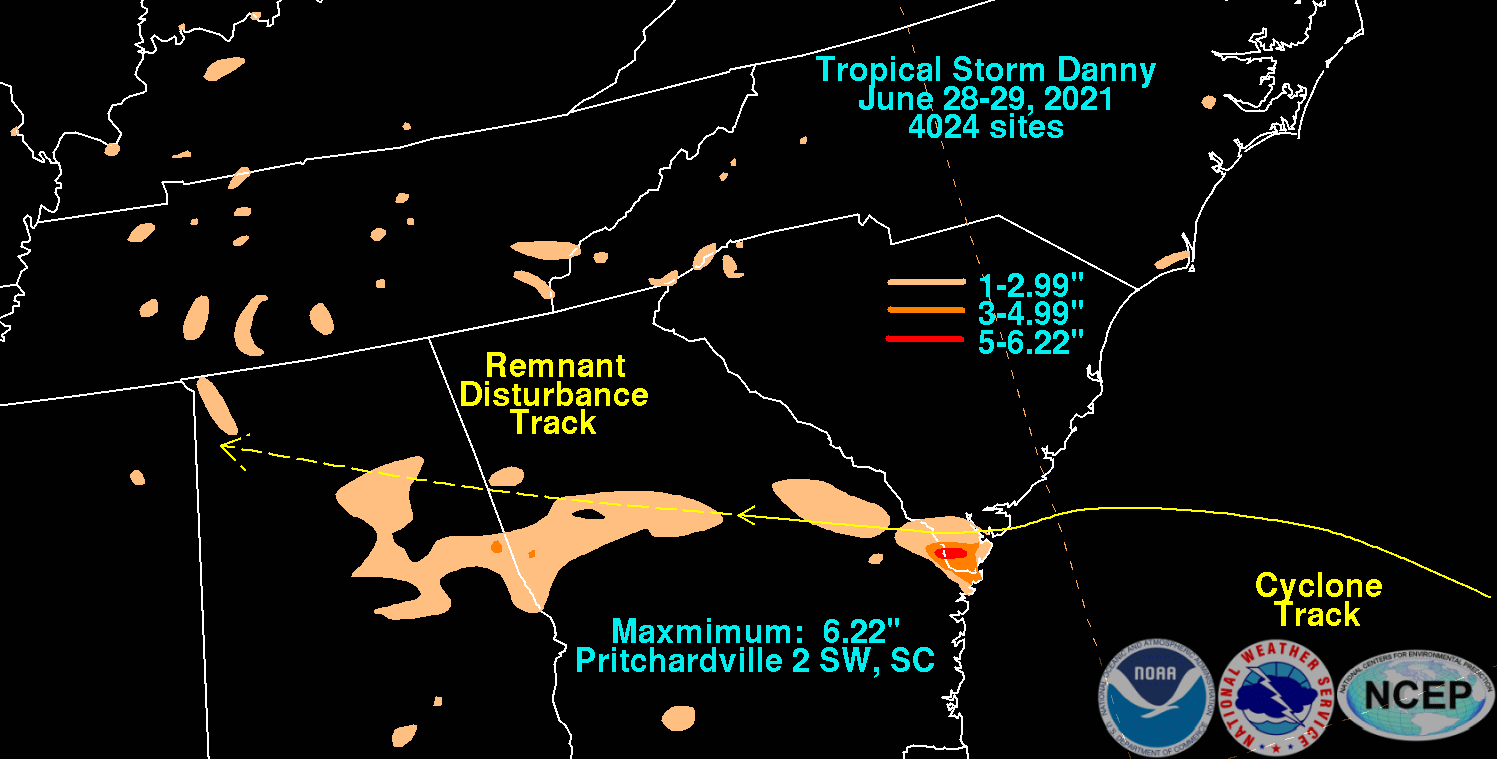
Mapa de acumulaciones de lluvia de la tormenta tropical Danny en los Estados Unidos

A pesar de que se predijo que Danny no traería ningún impacto importante al sureste de los Estados Unidos, se esperaba que partes de Georgia, Carolina del Sur y el norte de Alabama vieran pulgadas de lluvia del sistema. Las inundaciones repentinas también eran potenciales en el continente. Se colocaron banderas rojas dobles en Myrtle Beach, Carolina del Sur para advertir a la gente que estaba prohibido nadar en el área. Un Aviso de tormenta tropical también se emitió desde Edisto Beach a Santee River en Carolina del Sur a las 15:00 UTC del 28 de junio. El Centro de Predicción de Tormentas , en previsión de Danny, también publicó un riesgo marginal de clima severo en el estado el 29 de junio. A medida que el sistema se movía tierra adentro, también se emitieron avisos de viento de lago en partes de Midlands el mismo día. Las advertencias sobre el estado de Danny se cancelaron a las 03:00 UTC del 29 de junio cuando el sistema se debilitó hasta convertirse en una depresión tropical, en el interior de Georgia. El sistema fue la primera tormenta que tocó tierra en Carolina del Sur en el mes de junio desde un huracán de categoría 1 sin nombre en 1867. Se requirieron diez rescates en las playas de Carolina y Wrightsville en Carolina del Norte debido a las corrientes de resaca el 28 de junio. El mismo día, una estación meteorológica en Folly Beach registró una ráfaga de viento de 66 km/h (41 mph) cuando Danny se había trasladado tierra adentro. Palmetto Electric y Dominion Energy informaron sobre 1,251 cortes de energía en total debido a la tormenta en el condado de Beaufort, Carolina del Sur. También se observaron rayos en el estado, junto con inundaciones menores y fuertes lluvias. Un árbol fue derribado en SC 170 y algunos daños ocurrieron en Savannah, Georgia. También se informó de inundaciones menores en partes de los condados de condado de Jasper y condado de Chatham. Purrysburg fue el estado que recibió la mayor cantidad de lluvia de Danny, que asciende na 5.21 pulgadas (132 mm) mientras que Monteith fue la más baja, con 3.10 pulgadas (79 mm).